# Bornholm regionális község
A Bornholm regionális község (dánul Bornholms Regionskommune) Bornholm szigetet és a kis Ertholmene szigetcsoportot magába foglaló közigazgatási egység Dániában. 2007. január 1-jén egy közigazgatási reform értelmében elvesztette megyei jogait és a Hovedstaden régió része lett, községgé minősítették vissza. Lakosainak száma 39 756 fő (2016).
Létezik egy párt a szigeten, amely az önrendelkezés (autonómia) jogát szeretné elérni Dánián belül Bornholm számára Tonny Borrinjaland vezetésével.

## Települések
| RØNNE Nexø Aakirkeby Allinge-Sandvig Hasle Svaneke Tejn Bornholm nagyobb települései |
| Települések és népességük (fő): - Aakirkeby (2100) - Allinge-Sandvig (1755) - Balka (266) - Gudhjem (782) - Hasle (1755) - Klemensker (685) - Listed (243) - Lobbæk (372) - Muleby (552) - Nexø (3615) - Nyker (756) - Nylars (236) - Pedersker (255) - Rønne (13759) - Snogebæk (754) - Svaneke (1133) - Tejn (1093) - Vestermarie (270) - Årsdale (475) - Østerlars (238) - Østermarie (519) |

## Külső hivatkozások
- Bornholm regionális község hivatalos honlapja (dán, angol, német nyelven)